# 若宮由美
若宮 由美（わかみや ゆみ、生年不明 - ）は、日本の音楽学者。専門は18世紀ウィーン古典派。旧姓は鍵山（かぎやま）。

## 経歴
国立音楽大学卒業、お茶の水女子大学大学院修了。埼玉学園大学、東京成徳大学・同短期大学などの講師を務め、現在は帝京大学教育学部の非常勤講師。
日本ヨハン・シュトラウス協会に所属し（会員番号は257）、理事を務める。2012年からはウィーンフィル・ニューイヤーコンサートの演奏曲目の解説を作成し、日本ヨハン・シュトラウス協会のウェブサイト上で公開している。近年は特にシュトラウス・ファミリー研究に注力しており、2014年にはヨーゼフ・シュトラウスの未発見だったポプリ二曲を発掘するなどして啓蒙活動している。

## 主要論文
- 若宮由美, 「フロートの〈マルタ〉とシュトラウス父子」『埼玉学園大学紀要. 人間学部篇』 5号 p.145-157 2005年, 埼玉学園大学, NAID 110008434621
- 若宮由美, 「バルフの<ボヘミアの少女>とシュトラウス父子の<ジプシー娘のカドリーユ> : 19世紀中頃の音楽の流通と伝播に関する一考察」『お茶の水音楽論集』 8巻 p.30-36 2006年, お茶の水音楽研究会, NAID 110006607088
- 若宮由美, 「オベールの<悪魔の分け前>とシュトラウス父子のカドリーユ対決」『埼玉学園大学紀要. 人間学部篇』 6号 p.121-133, 2006年12月, 埼玉学園大学, NAID 110007557154
- 若宮由美, 「ヨーゼフ・バイヤー作曲のバレエ《ドナウの水の精》 : ヨハン・シュトラウスとの関連」 『埼玉学園大学紀要. 人間学部篇』 10巻 p.231-243, 2010年12月, 埼玉学園大学, NAID 110008451475
- 若宮由美, 「ヨーゼフ・バイヤー作曲のバレエ「ウィーン巡り」(1894) : ヨハン・シュトラウスの位置づけ」『埼玉学園大学紀要. 人間学部篇』 11巻 p.157-169, 2011年12月, 埼玉学園大学, NAID 110009493149
- 若宮由美, 「ヨーゼフ・シュトラウスによる初期ピアノ曲の記譜法」『帝京大学文学部教育学科紀要』 37号 p.53-67, 2012年3月, 帝京大学文学部教育学科, NAID 120005945999
- 若宮由美, 「バレエの劇作法 : 《ウィーン巡り》の改作をめぐって」『埼玉学園大学紀要. 人間学部篇』 12巻 p.181-194, 2012年12月, 埼玉学園大学, NAID 110009555071
- 若宮由美, 「ヨーゼフ・シュトラウスの〈ロメオとジュリエット〉 : グノーのオペラに基づくポプリ」『埼玉学園大学紀要. 人間学部篇』 14巻 p.75-87, 2014年, 埼玉学園大学, NAID 120005768684
- 若宮由美, 「アーベルトのオペラ《アストルガ》とヨーゼフ・シュトラウスのポプリ」『埼玉学園大学紀要. 人間学部篇』 15巻 p.151-163, 2015年12月, 埼玉学園大学, NAID 120005740046